# Limna
Limna (ryska: Лимна) är ett vattendrag i Belarus. Det ligger i den nordöstra delen av landet, 200 km öster om huvudstaden Minsk.
Trakten runt Limna består till största delen av jordbruksmark. Runt Limna är det ganska glesbefolkat, med 23 invånare per kvadratkilometer.